# NGC 16
NGC 16は、ペガスス座の方角にあるレンズ状銀河である。1784年9月8日にウィリアム・ハーシェルによって発見された。
Webb Society Deep-Sky Observer's Handbook には、NGC 16の外見について以下のように記述されている:

丸く、すこし明るい中心を持つ。外側の星雲群は一様な表面輝度である。

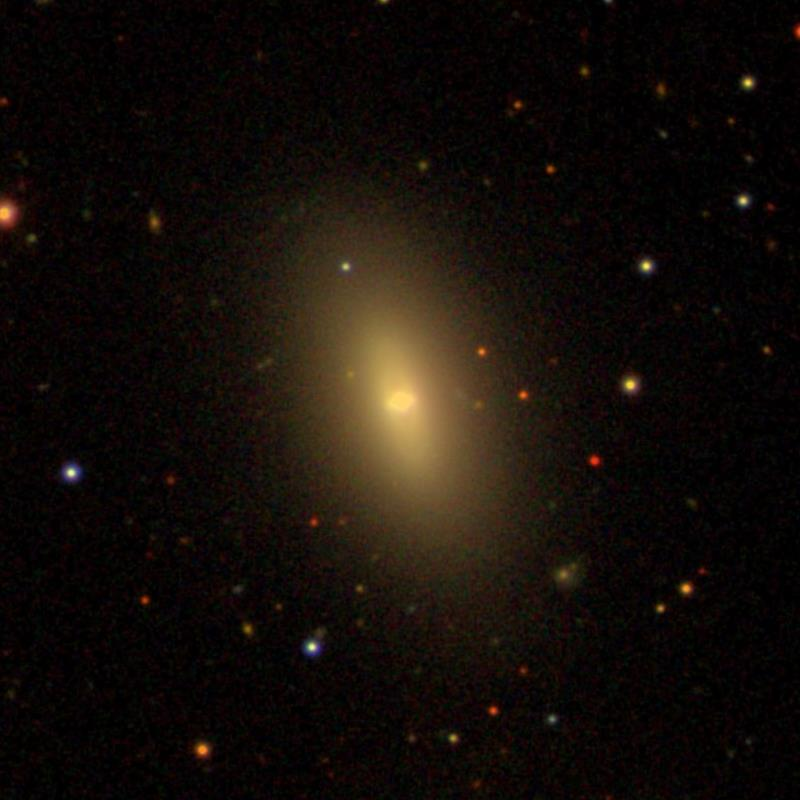
スローン・デジタル・スカイサーベイが撮影。